# Ochthera japonica
Ochthera japonica är en tvåvingeart som beskrevs av Clausen 1977. Ochthera japonica ingår i släktet Ochthera och familjen vattenflugor. Inga underarter finns listade i Catalogue of Life.